# Michael Komorek

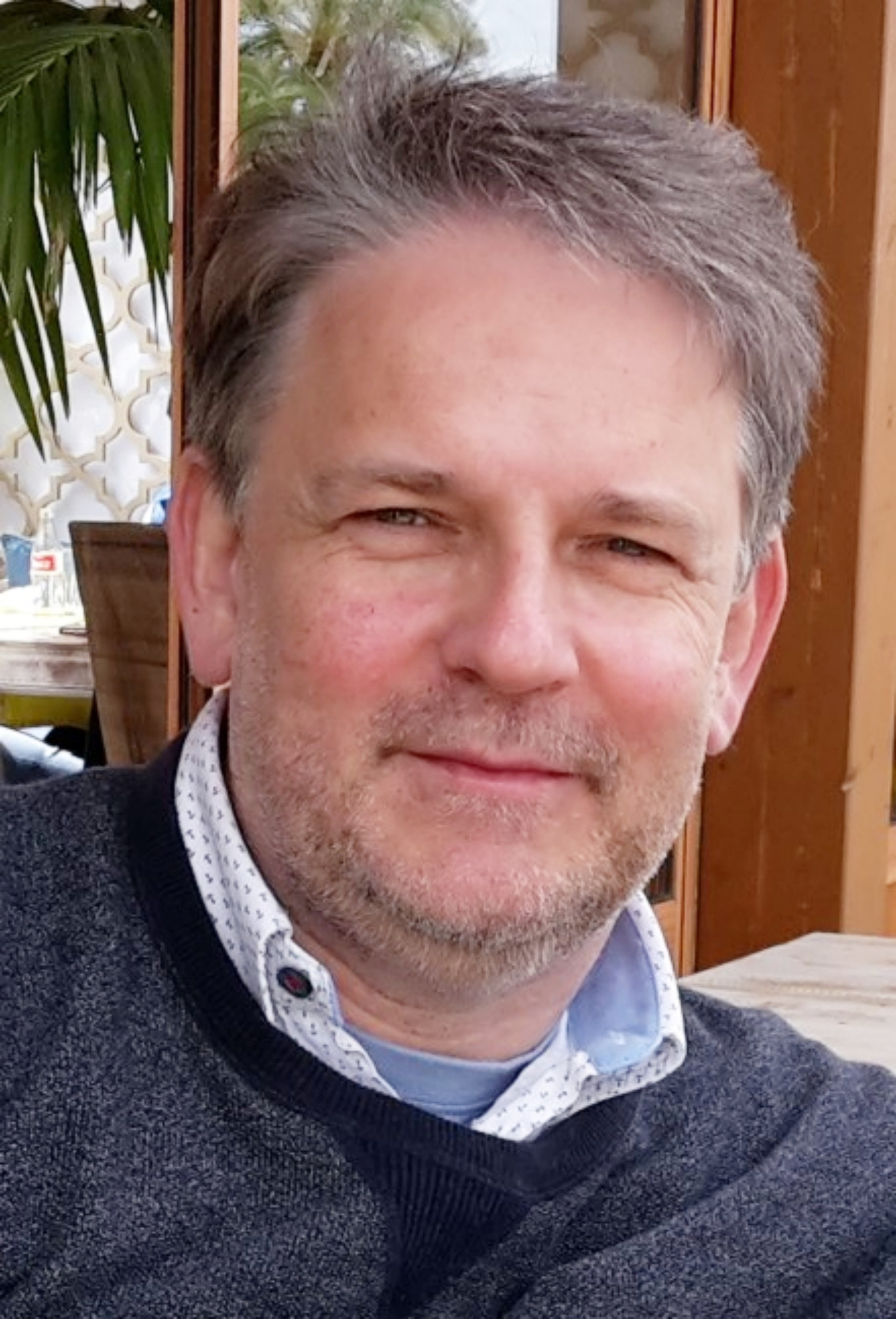
Michael Komorek (2017)

Michael Komorek (* 1964) ist ein deutscher Pädagoge und Professor für Didaktik der Physik an der Carl von Ossietzky Universität Oldenburg sowie Sprecher des Promotionsprogramms GINT – Lernen in informellen Räumen. Zudem ist er im Didaktischen Zentrum als Vizedirektor für Forschung tätig.

## Leben
Er studierte von 1984 bis 1991 Physik, Informatik und Astrophysik an der Universität Kiel und schloss das Studium mit dem Diplom in experimenteller Festkörperphysik ab. Anschließend folgte die Promotion im Bereich der Physikdidaktik am Institut für die Pädagogik der Naturwissenschaften (IPN). Diese schloss er 1997 mit dem Grad des Dr. rer. nat. ab.
In seiner empirisch ausgerichteten Dissertation untersuchte er Nature of Science-Vorstellungen von Schülern im Bereich Determinismus und Strukturbildung. Während er sich von 1997 bis 2003 an der Universität Kiel im Feld der Lern- und Lehrprozesse zur nichtlinearen Physik habilitierte, war er zudem als wissenschaftlicher Mitarbeiter am IPN tätig.
Von 1991 bis 2003 unterrichtete er an einer Realschule in Kiel Physik, Mathematik und Informatik.
Seine Tätigkeit als Hochschullehrer hatte er 2003/04 mit einer Vertretungsprofessur an der TU Dortmund begonnen, bevor er 2006 als Professor (W2) für Didaktik der Physik an die Carl von Ossietzky Universität Oldenburg wechselte.
Mit Unterbrechungen arbeitet er seit 2008 im Didaktischen Zentrum für Lehrerbildung als Vizedirektor für lehrerbildungsbezogene Forschung und hatte in der Fakultät für Mathematik und Naturwissenschaften zeitweise die Funktion des Studiendekans inne.

## Forschungsgebiete
- Empirische Lehr-Lern-Forschung
- Lehrerprofessionalisierung
- Kontextorientierter Physikunterricht
- Bildung für nachhaltige Entwicklung (BNE) und Energiebildung
- Didaktische Rekonstruktion
- Außerschulisches naturwissenschaftliches Lernen
- Wissenschaftskommunikation

## Veröffentlichungen
Michael Komorek hat über 150 Publikationen in Fachzeitschriften sowie Beiträge in Büchern verfasst und ist seit 2010 gemeinsam mit Barbara Moschner Herausgeber der Reihe Beiträge zur Didaktischen Rekonstruktion.